# Hispania (Colombia)
Hispania è un comune della Colombia facente parte del dipartimento di Antioquia.
Il centro abitato venne fondato da un gruppo di coloni guidati da Teodosio Correa nel 1925, mentre l'istituzione del comune è del 1984.